# Tribunal Administrativo e Fiscal de Penafiel
O Tribunal Administrativo e Fiscal de Penafiel é um tribunal português, sediado na cidade de Penafiel, pertencente à jurisdição administrativa e tributária.
Este tribunal tem jurisdição sobre os seguintes municípios:
- Distrito do Porto:
  - Penafiel
  - Amarante
  - Baião
  - Lousada
  - Marco de Canaveses
  - Paços de Ferreira
  - Paredes
  - Penafiel
  - Santo Tirso
  - Trofa
  - Valongo
- Distrito de Aveiro:
  - Castelo de Paiva

O Tribunal Administrativo e Fiscal de Penafiel está integrado na área de jurisdição do Tribunal Central Administrativo Norte. 